# 特里韦罗
特里韦罗（義大利語：Trivero），曾是意大利比耶拉省的一个市镇。总面积29平方公里，人口6275人，人口密度216.4人/平方公里（2009年）。ISTAT代码为096070。
2019年1月1日，特里韦罗与其它三个市镇一起合并为新的瓦尔迪拉纳市镇。